# Heideroosjes

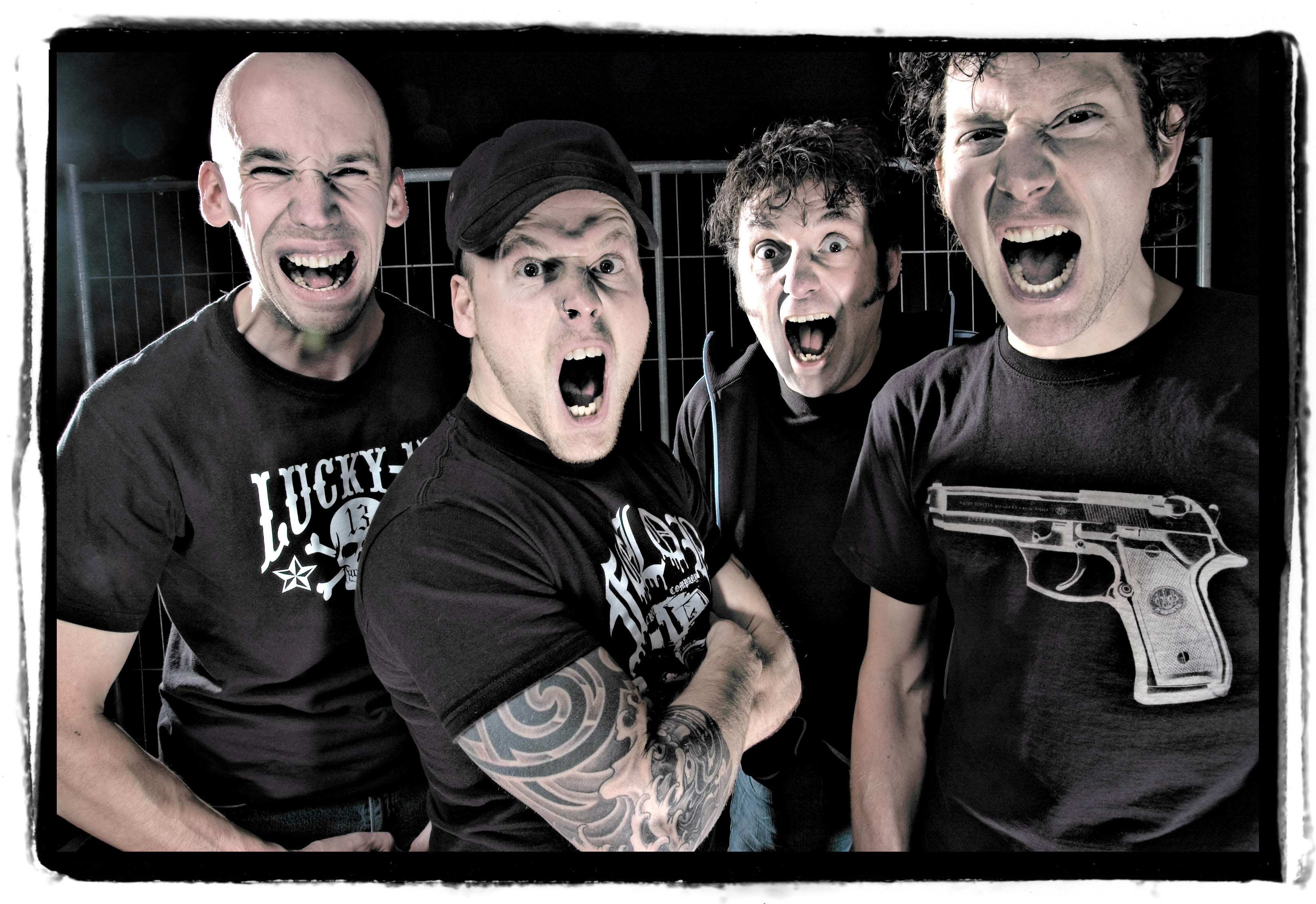
Heideroosjes

Heideroosjes är ett nederländskt punkband, bildat 1989. De sjunger på både nederländska och engelska. Bandet släppte sitt elfte album 2007.

## Medlemmar
- Marco Roelofs (sång och gitarr)
- Frank Kleuskens (sång och gitarr)
- Fred Houben (bas)
- Igor Houbs (trummor)

## Diskografi
- 1993 – Noisy Fairytales
- 1994 – Choice for a Lost Generation?!
- 1996 – Fifi
- 1997 – Kung-Fu
- 1998 – Smile... You're Dying!
- 1999 – Schizo
- 2001 – Fast Forward
- 2002 – It's a Life (12,5 Years Live!)
- 2004 – SINema
- 2006 – Royal to the Bone
- 2007 – Chapter Eight, the Golden State